# Kampala
Kampala là thủ đô của Uganda và là thành phố lớn nhất nước này với dân số  6.709.900 người (2019). Thành phố nằm ở quận Kampala với độ cao 1.190 m trên mực nước biển. Thành phố Kampala được chia thành năm khu vực: Central, Kawempe, Makindye, Nakawa và Rubaga.
Trước khi người Anh đến, Mutesa I của Kabaka đã chọn khu vực mà ngày nay là Kampala làm một trong những nơi săn bắn của mình. Khu vực này gồm nhiều đồi và đầm lầy.

## Khí hậu
Kampala có khí hậu xích đạo (phân loại khí hậu Köppen Af).
| Dữ liệu khí hậu của Kampala                           | Dữ liệu khí hậu của Kampala | Dữ liệu khí hậu của Kampala | Dữ liệu khí hậu của Kampala | Dữ liệu khí hậu của Kampala | Dữ liệu khí hậu của Kampala | Dữ liệu khí hậu của Kampala | Dữ liệu khí hậu của Kampala | Dữ liệu khí hậu của Kampala | Dữ liệu khí hậu của Kampala | Dữ liệu khí hậu của Kampala | Dữ liệu khí hậu của Kampala | Dữ liệu khí hậu của Kampala | Dữ liệu khí hậu của Kampala |
| Tháng                                                 | 1                           | 2                           | 3                           | 4                           | 5                           | 6                           | 7                           | 8                           | 9                           | 10                          | 11                          | 12                          | Năm                         |
| ----------------------------------------------------- | --------------------------- | --------------------------- | --------------------------- | --------------------------- | --------------------------- | --------------------------- | --------------------------- | --------------------------- | --------------------------- | --------------------------- | --------------------------- | --------------------------- | --------------------------- |
| Cao kỉ lục °C (°F)                                    | 33 (91)                     | 36 (97)                     | 33 (91)                     | 33 (91)                     | 29 (84)                     | 29 (84)                     | 29 (84)                     | 29 (84)                     | 31 (88)                     | 32 (90)                     | 32 (90)                     | 32 (90)                     | 36 (97)                     |
| Trung bình ngày tối đa °C (°F)                        | 28.6 (83.5)                 | 29.3 (84.7)                 | 28.7 (83.7)                 | 27.7 (81.9)                 | 27.3 (81.1)                 | 27.1 (80.8)                 | 26.9 (80.4)                 | 27.2 (81.0)                 | 27.9 (82.2)                 | 27.7 (81.9)                 | 27.4 (81.3)                 | 27.9 (82.2)                 | 27.8 (82.0)                 |
| Trung bình ngày °C (°F)                               | 23.2 (73.8)                 | 23.7 (74.7)                 | 23.4 (74.1)                 | 22.9 (73.2)                 | 22.6 (72.7)                 | 22.4 (72.3)                 | 22.0 (71.6)                 | 22.2 (72.0)                 | 22.6 (72.7)                 | 22.6 (72.7)                 | 22.5 (72.5)                 | 22.7 (72.9)                 | 22.7 (72.9)                 |
| Tối thiểu trung bình ngày °C (°F)                     | 17.7 (63.9)                 | 18.0 (64.4)                 | 18.1 (64.6)                 | 18.0 (64.4)                 | 17.9 (64.2)                 | 17.6 (63.7)                 | 17.1 (62.8)                 | 17.1 (62.8)                 | 17.2 (63.0)                 | 17.4 (63.3)                 | 17.5 (63.5)                 | 17.5 (63.5)                 | 17.6 (63.7)                 |
| Thấp kỉ lục °C (°F)                                   | 12 (54)                     | 14 (57)                     | 13 (55)                     | 14 (57)                     | 15 (59)                     | 12 (54)                     | 12 (54)                     | 12 (54)                     | 13 (55)                     | 13 (55)                     | 14 (57)                     | 12 (54)                     | 12 (54)                     |
| Lượng mưa trung bình mm (inches)                      | 68.4 (2.69)                 | 63.0 (2.48)                 | 131.5 (5.18)                | 169.3 (6.67)                | 117.5 (4.63)                | 69.2 (2.72)                 | 63.1 (2.48)                 | 95.7 (3.77)                 | 108.4 (4.27)                | 138.0 (5.43)                | 148.7 (5.85)                | 91.5 (3.60)                 | 1.264,3 (49.77)             |
| Số ngày mưa trung bình (≥ 1.0 mm)                     | 4.8                         | 5.1                         | 9.5                         | 12.2                        | 10.9                        | 6.3                         | 4.7                         | 6.7                         | 8.6                         | 9.1                         | 8.4                         | 7.4                         | 93.7                        |
| Độ ẩm tương đối trung bình (%)                        | 66                          | 68.5                        | 73                          | 78.5                        | 80.5                        | 78.5                        | 77.5                        | 77.5                        | 75.5                        | 73.5                        | 73                          | 71.5                        | 74.5                        |
| Số giờ nắng trung bình tháng                          | 155                         | 170                         | 155                         | 120                         | 124                         | 180                         | 186                         | 155                         | 150                         | 155                         | 150                         | 124                         | 1.824                       |
| Nguồn 1: Tổ chức Khí tượng Thế giới, Climate-Data.org |                             |                             |                             |                             |                             |                             |                             |                             |                             |                             |                             |                             |                             |
| Nguồn 2: Cơ quan Thời tiết của BBC                    |                             |                             |                             |                             |                             |                             |                             |                             |                             |                             |                             |                             |                             |